# Reinhard Bettzuege
Reinhard Bettzuege (* 22. Mai 1946 in Recklinghausen) ist ein deutscher Diplomat.

## Leben
Reinhard Bettzuege studierte Jura, Anglistik und Germanistik. Er ist Oberst d.R.
Nach seinem Eintritt in den Auswärtigen Dienst und einer Vorbereitungszeit für den höheren Dienst folgte von 1976 bis 1980 eine Verwendung an der Botschaft in London, bevor er für zwei Jahre nach Belgrad ging. Von 1992 bis 1995 war Bettzuege stellvertretender Sprecher des Auswärtigen Amtes und Leiter des Referats für Öffentlichkeitsarbeit. Als ständiger Vertreter des Leiters wechselte er bis 2000 zur ständigen Vertretung bei der NATO in Brüssel. Im Anschluss ging er für zwei Jahre nach Wien und leitet dort die ständige Vertretung bei der OSZE. Von 2002 bis 2003 machte Bettzuege als Senior Fellow an der Stiftung Wissenschaft und Politik Station in Berlin. Bis 2007 war er Leiter und Inhaber der Professur für Internationale Beziehungen und Diplomatie an der Andrássy Universität in Budapest. Während dieser Zeit war er auch von 2004 bis 2005 Vizepräsident der Bundesakademie für Sicherheitspolitik sowie Gastprofessor für European Studies an der Columbia University und der New York University.
Von Oktober 2007 bis August 2011 war Reinhard Bettzuege Botschafter an der deutschen Botschaft in Brüssel.
Reinhard Bettzuege ist verheiratet.

## Publikationen
- Reserveattaché in den USA - Vom Pentabonn ins Pentagon. Anmerkungen zum Militärattachéwesen; in: Jahrbuch des Heeres, Folge 4, S. 64ff., 1973
- Der deutsche Militärattachédienst. Von den Anfängen der Bundeswehr bis heute, TUDpress Verlag, Dresden 2005